# Mats Lanner
Mats Lanner (Göteborg, 6 maart 1961) is een voormalig professioneel golfer uit Zweden.

## Biografie
Mats Lanner werd in 1981 professional. Hij kwalificeerde zich via de Tourschool voor de Europese PGA Tour waarin hij drie overwinningen behaalde in zijn ganse loopbaan: In 1987 won hij de Epson Grand Prix of Europe, in 1994 en in 1998 het Madeira Island Open. Ook won hij met zijn team de Alfred Dunhill Cup in 1991. Verder behaalde Lanner enkele overwinningen in de Challenge Tour en op de Zweedse Telia Tour. 

### Overwinningen
| Jaar | Toernooi                   | Tour              |
| ---- | -------------------------- | ----------------- |
| 1983 | Zweeds PGA Kampioenschap   | -                 |
| 1984 | Stiab Grand Prix           | Telia Tour        |
| 1984 | Kullenburg Open            | Telia Tour        |
| 1984 | Ingaro Mastermote          | -                 |
| 1984 | SM Match Play              | -                 |
| 1985 | Owell Open                 | Telia Tour        |
| 1985 | Wang Open                  | Telia Tour        |
| 1986 | Trygg-Hansa Open           | Telia Tour        |
| 1986 | Gevalia Open               | Telia Tour        |
| 1987 | Epson Grand Prix of Europe | Europese PGA Tour |
| 1987 | Gevalia Open               | Telia Tour        |
| 1988 | Europcar Cup               | -                 |
| 1989 | Gevalia Open               | Telia Tour        |
| 1989 | Teleannons Grand Prix      | Telia Tour        |
| 1991 | Gefle Open                 | Challenge Tour    |
| 1991 | Alfred Dunhill Cup         | -                 |
| 1994 | Madeira Island Open        | Europese PGA Tour |
| 1998 | Madeira Island Open        | Europese PGA Tour |
| 1998 | Telia Grand Prix           | Challenge Tour    |

### Teamdeelnames
- World Cup: 1987, 1989, 1990
- Alfred Dunhill Cup: 1986, 1987, 1989, 1990, 1991
- Europcar Cup: 1988

### Resultaten op deMajors
| Major                 | 1981 | 1982 | 1983 | 1984 | 1985 | 1986 | 1987 | 1988 | 1989 | 1990 | 1991 | 1992 | 1993 | 1994 | 1995 | 1996 | 1997 | 1998 | 1999 | 2000 | 2001 | 2002 |
| --------------------- | ---- | ---- | ---- | ---- | ---- | ---- | ---- | ---- | ---- | ---- | ---- | ---- | ---- | ---- | ---- | ---- | ---- | ---- | ---- | ---- | ---- | ---- |
| The Open Championship |      |      |      |      |      |      | T50  | CUT  |      |      | CUT  | T28  |      | T51  |      |      |      |      |      |      |      |      |

CUT = miste de cut halverwege